# Holger Albrechtsen
Holger Albrechtsen (Noruega, 23 de junio de 1906-14 de agosto de 1992) fue un atleta noruego especializado en la prueba de 110 m vallas, en la que consiguió ser medallista de bronce europeo en 1938.

## Carrera deportiva
En el Campeonato Europeo de Atletismo de 1934 ganó la medalla de bronce en los 110 m vallas, llegando a meta en un tiempo de 15.0 segundos, tras el húngaro József Kovács (oro con 14.8 segundos) y el alemán Erwin Wegner (plata).